# Knemodynerus euryspilus
Knemodynerus euryspilus är en stekelart som först beskrevs av Cameron 1910.  Knemodynerus euryspilus ingår i släktet Knemodynerus och familjen Eumenidae. Inga underarter finns listade i Catalogue of Life.